# Ministerium des königlichen Hauses

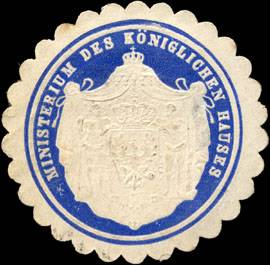
Siegelmarke Ministerium des Königlichen Hauses

In vielen Monarchien und insbesondere in den Staaten des Deutschen Bundes gab es Ministerien des königlichen Hauses. Der Name variierte mit dem Titel des Herrschers. So gab es entsprechend im Großherzogtum Hessen ein Ministerium des großherzoglichen Hauses oder im Kaisertum Österreich ein k.u.k. Ministerium des kaiserlichen und königlichen Hauses und des Äußeren.
Die Ministerien waren für die privaten Angelegenheiten des Monarchen und seiner Familie, die Steuerung des Hofstaates sowie für die Verwaltung der Krongüter und Familienfideikommisse zuständig. Die genaue Aufgabenzuordnung war je nach Land unterschiedlich. Kompetenzen lagen unter anderem im Heroldsamt, dem Archiv des königlichen Hauses, der Ordenskanzlei und der Mitwirkung bei Begnadigungen.
Das Ministerium war vielfach mit anderen Ministerien (überwiegend dem Außenministerium) zusammengefasst oder wurde in Personalunion von Ministern anderer Ressorts mitgeleitet. Teilweise war das Ministerium organisatorisch vom Kabinett getrennt oder war (wie in Mecklenburg) lediglich eine Verwaltungsbehörde des Hofes.

## Einzelne Ministerien
| Staat                                                                      | Ministerium                                                               | Anmerkung |
| -------------------------------------------------------------------------- | ------------------------------------------------------------------------- | --- |
| Herzogtum Anhalt                                                           | Minister des Herzoglichen Hauses                                          | |
| Großherzogtum Baden                                                        | Ministerium des Äußeren und des Großherzoglichen Hauses                   | Bestand 1807–1871 und 1893–1918 |
| Königreich Bayern                                                          | Bayerisches Ministerium des königlichen Hauses und des Äußeren            | |
| Königreich Hannover                                                        | Ministerium des königlichen Hauses                                        | Ab 1848 |
| Großherzogtum Hessen                                                       | Ministerium des Großherzoglichen Hauses                                   | Wurde 1848 geschaffen und überwiegend vom Präsidenten des Staatsministeriums mitgeleitet                                              |
| Kurfürstentum Hessen                                                       | Ministerium der auswärtigen Angelegenheiten und des kurfürstlichen Hauses | |
| Königreich Italien                                                         | Ministero della Real Casa                                                 | |
| Großherzogtum Mecklenburg-Schwerin bzw. Großherzogtum Mecklenburg-Strelitz | Ministerium des großherzoglichen Hauses                                   | Nicht zum Staatsministerium gehörig. sondern die Verwaltungsbehörde des großherzoglichen Hofes.                                       |
| Kaisertum Österreich, Österreich-Ungarn                                    | Ministerium des kaiserlichen und königlichen Hauses und des Äußern        | |
| Königreich Preußen                                                         | Ministerium des königlichen Hauses                                        | Bis zur Märzrevolution offiziell Teil des Staatsministeriums. Nach 1848 formell eine mit dem Oberstkämmereramt verbundene Hofbehörde. |
| Königreich Sachsen                                                         | Ministerium des Königlichen Hauses                                        | |